# City (álbum)
City é o segundo álbum de estúdio da banda de death/thrash canadense, Strapping Young Lad, lançado em fevereiro de 1997. 

## Faixas
1. "Velvet Kevorkian" (Townsend) – 1:17
2. "All Hail the New Flesh" (Townsend) – 5:24
3. "Oh My Fucking God" (Townsend) – 3:34
4. "Detox" (Townsend) – 5:37
5. "Home Nucleonics" (Townsend) – 2:31
6. "AAA" (Townsend) – 5:21
7. "Underneath the Waves" (Townsend) – 3:40
8. "Room 429" (Cop Shoot Cop) – 5:21
9. "Spirituality" (Townsend) – 6:34

## Participações

### Músicos
- Devin Townsend - Vocal, Guitarra
- Gene Hoglan - Bateria
- Jed Simon - 2. Guitarra
- Byron Stroud - Baixo

### Músicos Adicionais
- Chris Valago - Vocal
- Tanya Evans - Vocal
- Mc2 - Tweekor (edição)

### Produção
- Produção - Devin Townsend
- Engenharia - Daniel Bergstrand
- Assitente de Engenharia - Mercello Gomes, Steve Good
- Overdubs  - Matteo Caratozzolo
- Assistente de Overdubs - The Tower
- Cordenador de estúdio - Steve Good
- Engenheiro - Daniel Bergstrand, Devin Townsend
- Produção adicional - Danne the Manne
- Edição - Mc2 e Lulu Devine

### Créditos adicionais
- Devin Townsend - compositor musical
- Gene Hoglan - Arranjo adicional de bateria na faixa "Oh My Fucking God"
- Adrian White - Arranjo adicional de bateria na faixa "AAA"
- Arranjos adicionais por S.Y.L.
- Management - Devin Townsend
- Masa Noda - fotografia
- Dan Collins - fotografia

## Recepção
| Críticas profissionais                                                      | Críticas profissionais |
| Avaliações da crítica                                                       | Avaliações da crítica  |
| Fonte                                                                       | Avaliação              |
| --------------------------------------------------------------------------- | ---------------------- |
| allmusic                                                                    | [ 1 ]                  |
| Esta tabela precisa de ser acompanhada por texto em prosa. Consulte o guia. |                        |

Em 2020, a Metal Hammer incluiu o lançamento em sua lista dos 10 melhores álbuns de 1997 e também em sua lista de 20 melhores álbuns de metal do mesmo ano.